# (73218) 2002 JA24
(73218) 2002 JA24 – planetoida z pasa głównego asteroid okrążająca Słońce w ciągu 3,89 lat w średniej odległości 2,47 j.a. Odkryta 8 maja 2002 roku.